# Hervis
Hervis je rakouský obchodní řetězec, který prodává sportovní vybavení, mateřská společnost je Spar Österreichische Warenhandels-AG. Svoje působení ukončil Hervis v České republice 30. června 2022 kvůli finanční ztrátě během pandemie covidu-19. Poslední dvě otevřené prodejny byly v Praze v obchodním centru EUROPARK a v Ostravě v Avion Shopping Park.

## Historie
V roce 1973 rakouská skupina Spar převzala činnost německého obchodníka s módou Herman Visser. O rok později byly otevřeny další dvě pobočky, které byly módními domy, až později začaly prodávat sportovní potřeby. V roce 2004 byl založen Hervis SportsClub a v roce 2007 celoevropský zákaznický klub.

## Hervis v Česku
Hervis vstoupil na český trh v roce 2002. V roce 2020 provozoval v Česku 19 poboček. V roce 2022 ukončuje působení v Česku.